# Dead or Alive 2
Dead or Alive 2 (デッド オア アライブ2?, Deddo oa Araibu 2), abbreviato DOA2 è un picchiaduro della serie Dead or Alive. Debuttò in Giappone e in Nord America in versione arcade nell'ottobre nel 1999, per poi essere convertito per Dreamcast. Questo titolo presenta diversi remake.

## Sviluppo
Una versione preliminare di Dead or Alive 2 per arcade è stata presentata nel febbraio 1999 all'Arcade Operators Union (AOU) dello stesso anno, sviluppata per il modello Sega NAOMI. Furono apportati miglioramenti alla grafica computerizzata e al motore di gioco, rendendo i personaggi più morbidi e fluidi nei movimenti. In particolare vennero rimosse le danger zone del primo capitolo e aggiunti livelli multi-piano in cui è possibile spingere l'avversario oltre barriere e balconate e farlo cadere su un livello sottostante. Un'altra aggiunta fu la modalità tag, sulla popolarità di Tekken Tag Tournament, ma fu modificata per rendere possibili combo tra il personaggio uscente e quello entrante, cosa non possibile in Tekken visto lo scarto temporale negli scambi dei personaggi. Furono aggiunti tre personaggi: Ein, un karateka specializzato in colpi diretti e potenti; Helena, praticamente del piguaquan con attacchi veloci; Leon, combattente di sambo essenzialmente doppione di Bayman, inspiegabilmente assente da questo titolo. Furono aggiunti due boss: Kasumi Alpha, clone di Kasumi e il boss finale Bankotsubo, un tengu. Il sistema di combattimento fu reso più fluido, in particolare il sistema delle proiezioni (contromosse) è ora attivato dallo stesso tasto usato per la semplice difesa. I colpi sono stati inoltre diversificati in alti, medi e bassi, così come le proiezioni per bloccarli.
Lo sviluppo di Dead or Alive 2 Millennium è iniziato subito dopo l'uscita di Dead or Alive 2 per arcade: quest'ultimo titolo era ancora incompleto al momento della sua distribuzione, come dimostra l'assenza di Bayman, presente in Dead or Alive. Tomonobu Itagaki, non contento del lavoro, decise di sviluppare ulteriormente il primo titolo, non solo riaggiungendo il personaggio di Bayman, ma rendendo giocabile il boss finale, Tengu.
È possibile inserire un codice segreto nelle versioni Dreamcast per sbloccare una scena di introduzione in cui Kasumi viene clonata, in cui appare completamente nuda in un denso liquido trasparente. La canzone dell'intro è Exciter della band giapponese Bomb Factory.
Alcuni costumi e altri elementi sono nati in seguito a collaborazioni con altre serie: in particolare un costume di Ayane e Helena dalla serie Deception di Tecmo; un costume di Ryu Hayabusa da Ninja Gaiden di Tecmo; un costume di Zack da Shadow Man di Acclaim Studios Teesside. In Dead or Alive 2: Hardcore è possibile collezionare due mostri (Suezo e False Suezo)  di Monster Rancher di Tecmo nella modalità sopravvivenza.

## Trama
La misteriosa scomparsa di Kasumi nel primo torneo Dead or Alive era in realtà opera della DOATEC stessa, che l'aveva rapita sotto ordine di uno scienziato pazzo, Victor Donovan per usarla come soggetto di studio nel cosiddetto Progetto Alpha, che consisteva nella clonazione di Kasumi tramite una speciale arma biochimica. Kasumi viene clonata, e durante la fuga dal laboratorio incontra il suo clone, Kasumi Alpha. Perfettamente identica di aspetto, non lo è nel carattere: Alpha, annuncia crudele di voler tenere Hayate tutto per sé.
Nello stesso momento, il secondo torneo Dead or Alive viene annunciato. Ryu Hayabusa avverte la presenza del Tengu, creatura malefica che desidera la distruzione del mondo e si mette in viaggio per distruggerlo. Nel frattempo, la DOATEC rapisce Hayate dal suo letto di agonia per usarlo come soggetto di studio nel Progetto Epsilon, erede del Progetto Alpha. Fortunatamente, riesce a fuggire grazie a un incidente durante un trasferimento. Affetto da amnesia, Hayate viene accolto da Hitomi, un'esperta di karate che si allenava nelle vicinanze. Una volta ripresosi dalle ferite, finisce inesorabilmente nel torneo di Dead or Alive, partecipando sotto il nome di Ein. Ryu riesce a uccidere il Tengu. Dopo un breve scontro con Kasumi durante il torneo, Ein riacquista la memoria, ritornando ad essere un ninja, futuro capo del clan Mugen Tenshin e Shinobi del Vento.

## Personaggi
I personaggi giocabili nella prima versione, Dead or Alive 2 per arcade, erano 12:
- Ayane, ninja giapponese e sorellastra di Kasumi e Hayate. Partecipa per scovare ed uccidere la traditrice Kasumi
- Bass, pro-wrestler statunitense e padre di Tina, dall'età di 46 anni. Partecipa per proteggere Tina dai pericoli del torneo.
- Ein, karateka di 23 anni che ha perso la memoria. Partecipa al torneo per cercare risposte.
- Gen Fu, maestro di xinyi liuhe quan e proprietario di una libreria, dell'età di 65 anni e nato in Cina. Partecipa per ottenere la vincita in denaro, necessaria per pagare le cure di sua nipote Mei Lin.
- Hayabusa, ninja di 23 anni, proprietario di un negozio di antiquariato e migliore amico di Hayate. Partecipa al torneo per fermare Bankotsubo. Già protagonista di Ninja Gaiden.
- Helena, cantante lirica di 21 anni e praticante di pi qua quan. Di origine francese, partecipa al torneo per scovare l'assassino dei suoi genitori, collegato in qualche modo al torneo.
- Jann Lee, guardia del corpo di 20 anni e praticante di Jeet Kune Do, anch'esso cinese. Partecipa per dimostrare la sua forza.
- Kasumi, ninja giapponese del clan Mugen Tenshin. Alla fine di DOA1 viene fatta prigioniera dalla DOATEC e clonata. Il suo clone, Kasumi α, appare come boss ma non è giocabile.
- Leifang, studentessa universitaria cinese, maestra del t'ai chi quan. Ha 19 anni e proviene dalla Cina. Partecipa per sconfiggere Jann Lee.
- Leon, mercenario italiano e praticante di sambo. Ha 42 anni e partecipa al torneo per dimostrare di essere il combattente più forte del mondo, promessa che aveva fatto alla sua amata Roland, ormai deceduta.
- Tina, pro-wrestler statunitense di 22 anni. Partecipa per la fama.
- Zack, DJ americano e praticante del muay thai, proveniente dagli Stati Uniti. Partecipa al torneo per la fama e per la vincita in denaro.

La prima versione migliorata, Dead or Alive 2 Millennium per arcade, reintroduce Bayman come personaggio segreto, già presente in DOA1 e rende giocabile Bankotsubo nelle modalità esterne allo storia. Essi sono giocabili nelle successive versioni, tranne in Dead or Alive 2 per Dreamcast (sia la versione nordamericana che europea) perché quest'ultima è un porting del primo arcade:
- Bankotsubo, esemplare di tengu giunto in questo mondo dopo aver ucciso il re della sua razza. Il suo scopo è portare caos e appare come boss del gioco. Non viene specificata la sua partecipazione al torneo.[3]
- Bayman, assassino russo di 31 anni, praticante di sambo. Appare come personaggio segreto sbloccabile.

## Versioni
L'originale Dead or Alive 2 ha subito diversi porting e versioni, essendo stato distribuito per diverse console e per mercati diversi. Sono presenti undici versioni e sono qui presentate in ordine di pubblicazione.

### Dead or Alive 2(arcade)
Dead or Alive 2 è stato distribuito per arcade, modello Sega NAOMI, in Giappone il 16 ottobre 1999.

### Dead or Alive 2 Millennium
Dead or Alive 2 Millennium è stato distribuito sempre per arcade (Sega NAOMI), il 18 gennaio 2000 solamente in Giappone. Questa versione porta i personaggi giocabili a 14, reintegrando Bayman come personaggio segreto e rendendo giocabile il boss Tengu nelle modalità esterne alla storia. Inoltre aggiunge due modalità assenti nel precedente titolo: la modalità sopravvivenza e quella tag team.

### Dead or Alive 2(Dreamcast, Nord America)
Dead or Alive 2 è stato distribuito per Dreamcast solamente in Nord America il 29 febbraio 2000. Si tratta di porting fedele della prima versione arcade, a parte la semplificazione delle proiezioni, precedentemente attivate con due tasti movimento più il tasto difesa, mentre ora con un solo tasto movimento più difesa. I fps erano 60 durante le battaglie, ma 30 durante le scene d'intermezzo.

### Dead or Alive 2(PlayStation 2, Giappone)
Dead or Alive 2 è uscito per PlayStation 2 solamente in Giappone il 30 marzo 2000. Questa versione per console di nuova generazione è stata sviluppata con un motore grafico diverso (i fps sono 60 anche negli intramezzi animati), e comprende nuovi costumi, nuovi livelli e il ritorno di Bayman. Nel complesso risulta inferiore rispetto ai suoi predecessori, sia perché la nuova grafica non è poi così diversa da quella per Dreamcast, sia perché erano presenti molti difetti grafici, come i colori o le animazioni durante il combattimento.

### Dead or Alive 2(Dreamcast, Europa)
Dead or Alive 2 è stato distribuito per Dreamcast esclusivamente in Europa il 14 luglio 2000. Si tratta di un porting fedele di Dead or Alive 2 per Dreamcast del mercato giapponese, senza migliorie e considerato al pari della versione giapponese per PlayStation 2. Il gioco è stato distribuito da Acclaim Studios Teesside e presenta un costume ispirato a Shadow Man per Zack.

### Dead or Alive 2: Regular EditioneLimited Edition
Dead or Alive 2 Regular Edition, distribuita in Giappone per Dreamcast nel settembre 2000, comprende non solo tutti i miglioramenti di Dead or Alive 2 Millennium, ma anche alcuni extra presenti in Dead or Alive 2 per PlayStation 2 pubblicato sempre in Giappone qualche mese prima, come costumi e nuovi background. Sono inoltre presenti due nuovi livelli e nuove cut scene. Dead or Alive 2 Limited Edition è una versione limitata, pubblicata anch'essa per Dreamcast nel settembre 2000. Questa versione comprende una CG Gallery segreta, chiamata Digital Venus e una copertina diversa.

### Dead or Alive 2: Hardcore
Dead or Alive 2: Hardcore è una versione per il mercato nordamericano, distribuita il 28 ottobre 2000 per PlayStation 2 e nel marzo 2015 per PlayStation 3 tramite PlayStation Network. Questa versione è basata su Dead or Alive 2 per PlayStation 2 del mercato giapponese e include alcuni miglioramenti, come il numero di costumi superiori a 80, oggetti collezionabili nella modalità survival, la possibilità di registrare le battaglie, nuovi intramezzi animati nella modalità storia e un doppiaggio in inglese.

### DOA2 HardcoreeDOA2: Dead or Alive 2
DOA2 Hardcore è stato distribuito in Giappone il 14 dicembre 2000 per PlayStation 2. Si tratta di una versione migliorata del nordamericano Dead or Alive 2: Hardcore che include nuovi intermezzi animati, nuovi costumi e la possibilità di impostare la velocità di gioco con svariati Turbo Booster nelle opzioni, risultando la più completa. È disponibile dal 22 agosto 2012 per PlayStation 3 tramite il PlayStation Network. DOA2: Dead or Alive 2 è la versione europa, distribuita per PlayStation 2 il 15 dicembre 2000.

### Dead or Alive 2 Ultimate
Dead or Alive Ultimate, compilation del 2004 per Xbox, comprende una versione di Dead or Alive 2 basata sulle meccaniche di gioco di Dead or Alive 3 e sulla grafica di Dead or Alive Xtreme Beach Volleyball. Adesso i movimenti ad asse-3D sono eguali a Dead or Alive 3, e viene data la possibilità di sbloccare Hitomi, mentre Tengu è giocabili sin dall'inizio (benché al di fuori dello story mode), ma le novità non si limitano a grafica e personaggi, in quanto è stato aggiunto il sistema di gioco online su Xbox Live.

## Accoglienza
La rivista Play Generation classificò le lottatrici come i personaggi meno vestiti dei videogiochi usciti su PlayStation 2.

## Curiosità
- Tra gli oggetti ottenibili nella modalità Sopravvivenza vi è pure Suezo, un personaggio della serie Monster Rancher.